# Dumbarton
Dumbarton (Dùn Breatainn, em gaélico escocês) é uma cidade e porto da Escócia, Reino Unido, capital do condado de Strathclyde, com 20 527 habitantes. Fica situada na confluência dos rios Leven e Clyde.

## Economia
A cidade de Dumbarton possui estaleiros navais, metalurgia e destilarias de uísque.

## Monumentos

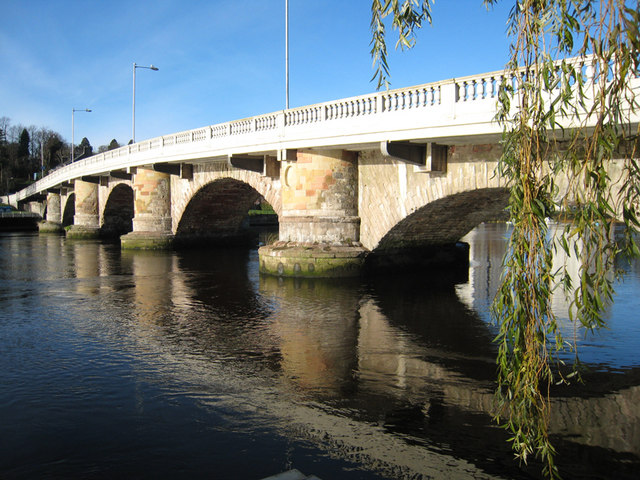
A velha Ponte de Dumbarton, construída em 1765.

Possui um castelo construído há mais de um milénio, o Castelo de Dumbarton. Nas suas proximidades existiu uma base naval romana (Theodosia).